# Great Speckled Bird
Great Speckled Bird war eine kanadische Country-Rock-Band.

## Geschichte
Die Band Great Speckled Bird wurde als Begleitband des Duos Ian and Sylvia vom damaligen Ehepaar Ian und Sylvia Tyson 1968 gegründet, um ein Studioalbum in Nashville aufzunehmen. 
Die beiden wollte damit eine Band zusammenstellen, die ihren eigenen Stil unterstützen konnte, und wollten sich nicht auf die Studiomusiker verlassen. In ihrer Zusammenstellung befanden sich Musiker wie Bill Keith, der vorher für Bill Monroe spielte, und Buddy Cage, der später für The New Riders of the Purple Sage spielen sollte. Auch N. D. Smart, Mitbegründer von Mountain, konnte zur Zusammenarbeit gewonnen werden. 
Das 1970 veröffentlichte Album Great Speckled Bird gilt als eines der klangvollsten in der Karriere von Ian und Sylvia Tyson. In der darauf folgenden Zeit tourte die Band durch Kanada und die Vereinigten Staaten.
Ihren Höhepunkt erreichte die Band 1970, als sie am Festival Express teilnahmen, einer Konzerttournee quer durch Kanada. Die Gruppe blieb noch eine Zeit lang zusammen, aber als Cage und Garrett die Band verließen, erschien es immer mehr so, als ob Great Speckled Bird nur ein Anhang des Duos Ian and Sylvia und keine eigenständige Band war. 
Das nächste Album wurde vom Label Columbia Records schon als Werk von Ian und Sylvia unter Mithilfe von Great Speckled Bird veröffentlicht. Die Band wurde 1972 offiziell aufgelöst, doch einige der Musiker begleiteten weiterhin Ian Tyson musikalisch bei seiner The Ian Tyson Show (auch bekannt als Nashville North) im TV.

## Diskografie
- Great Speckled Bird 1970
- You Were on My Mind 1972 (als Ian & Sylvia with the Great Speckled Bird)